# Каушени (Њамц)
Каушени (рум. Căușeni) насеље је у Румунији у округу Њамц у општини Богича. Oпштина се налази на надморској висини од 224 m.

## Становништво
Према подацима из 2002. године у насељу је живело 209 становника, од којих су сви румунске националности.